# Торгово-промышленная палата Франция-Молдова
Торгово-Промышленная Палата Франция-Молдова (ТППФМ), изначально «Club France», является учреждением, созданным руководителями французских кампаний представленных в Молдове.
ТППФМ является неправительственной организацией.
Её штаб-квартира находится при Французском Альянсе в Молдове. ТППФМ один из 111 членов сети Союза французских торгово-промышленных палат за рубежом (UCCIFE).

## Миссии
Целями Ассоциации являются поддержка и содействие французскому и франкоязычному бизнес - сообществу в Молдове, укрепление связей с молдавскими предприятиями, поддерживающими торгово-экономические отношения с Францией.
ТППФМ призвана участвовать в развитии инвестиционных и торгово-экономических обменов между Францией и Республикой Молдова.

## Услуги предлагаемые предприятиям
Торгово-Промышленная Палата Франция-Молдова призвана помогать предприятиям в процессе реализаций их инвестиционных проектов и развития торговых и коммерческих отношений с Молдовой и Францией. ТППФМ предлагает широкий спектр услуг: информации о Молдове и Франции, материально-техническую поддержку, исследование рынка, продвижение предприятий в нынешних рыночно-экономических условиях. Также предлагается программа профессионального обучения в партнерстве с Тулузской Бизнес Школой.

## ТППФМ, член сети UCCIFE
ТППФМ является частью глобальной сети экспертов - Союза французских торгово-промышленных палат за рубежом (UCCIFE), состоящий из 111 французских торгово-промышленных палат за рубежом (CCIFE), находящихся в 81 странах, объединяющих более 30 000 предприятий.